# جون جوميز
جون جوميز (بالإنجليزية: Johan Gomez)‏ هو لاعب كرة قدم أمريكي في مركز الهجوم، ولد في 23 يوليو 2001 في أرلينغتون في الولايات المتحدة. لعب مع نادي دالاس.